# Jodi Lyn O'Keefe
Jodi Lyn O'Keefe (Cliffwood Beach, 10 oktober 1978) is een Amerikaans actrice. Ze maakte in 1998 haar filmdebuut als Sarah Wainthrope in Halloween H20: 20 Years Later. O'Keefe was van 2007 tot 2009 te zien in de televisieserie Prison Break als Gretchen Morgan.

## Carrière

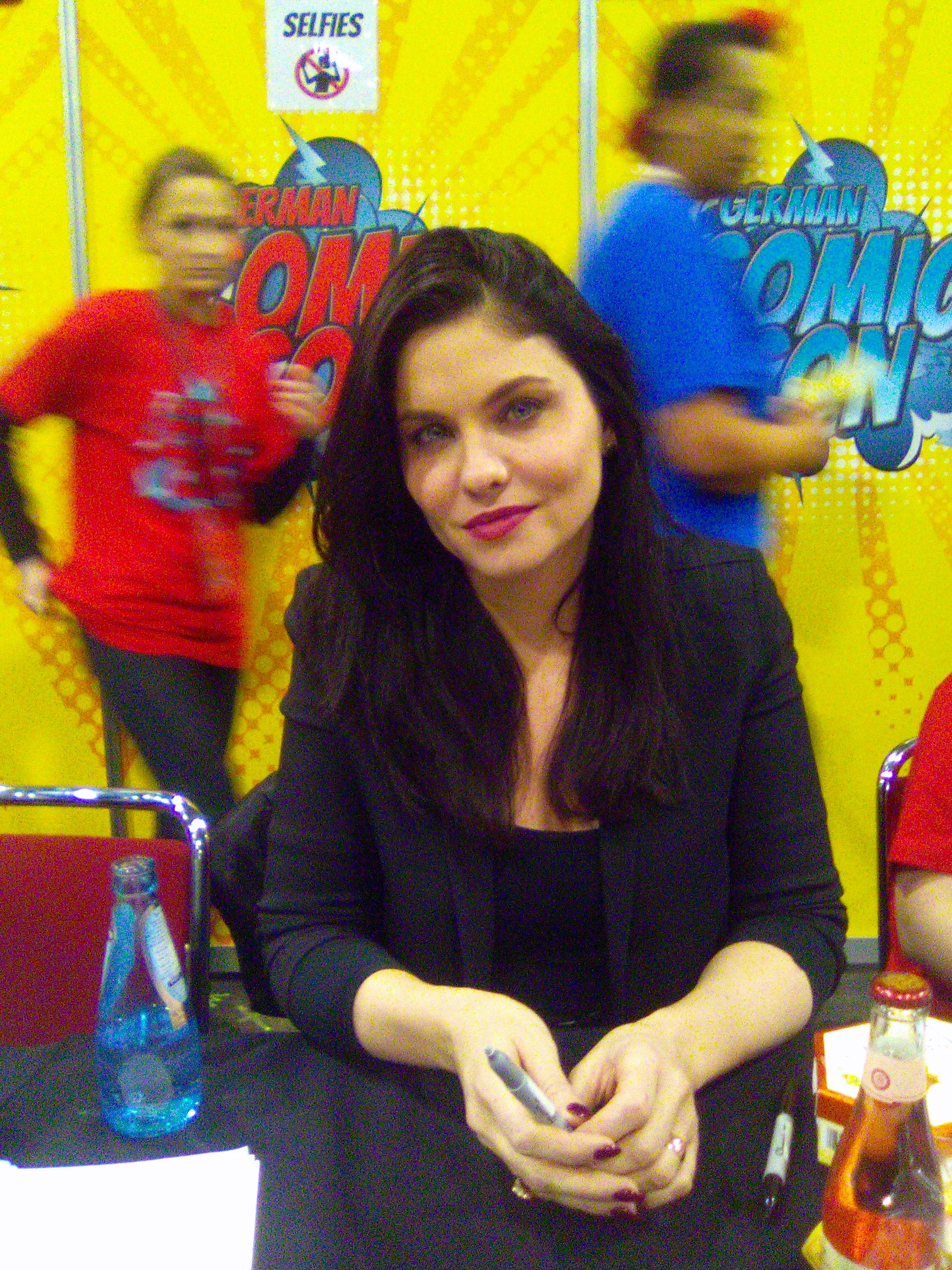
Jodi Lyn O'Keefe 2016

Naast films heeft O'Keefe meerdere vaste rollen in televisieseries op haar naam staan. Zo speelde ze in 1995 Maggie Cory in Another World en van 1996 tot in 2001 Cassidy Bridges in Nash Bridges. In 2004-05 verscheen ze daarbij in drie afleveringen van Boston Legal en in 2006 in vijf afleveringen van The Evidence. Ook speelde ze een gastrol in de bekroonde komedies Two and a Half Men in 2004 en vijf jaar later in de aflevering 'The Vegas Renormalization' van het twee seizoen van The Big Bang Theory.

## Filmografie
- The Vampire Diaries (2014)
- The Frozen Ground (2013)
- Prison Break: The Final Break (2009)
- Prison Break (2007-2009)
- Venice Underground (2005)
- Charmed (2004)
- Out for Blood (2004)
- Mummy an' the Armadillo (2004)
- Two and a Half Men (2004)
- Red Rover (2003)
- Falling in Love in Pongo Ponga (2002)
- Teacher's Pet (2000)
- Whatever It Takes (2000)
- The Crow: Salvation (2000)
- She's All That (1999)
- Halloween H20: 20 Years Later (1998)

## Prijzen en nominaties
- 2000 - Young Hollywood Award
  - Gewonnen: Beste vrouwelijke schurk (She's All That)